# Cleome microcarpa
Cleome microcarpa är en paradisblomsterväxtart som beskrevs av Ernst Heinrich Georg Ule. Cleome microcarpa ingår i släktet paradisblomstersläktet, och familjen paradisblomsterväxter. Inga underarter finns listade i Catalogue of Life.